# Strehla
Strehla (pronunciación en alemán: /ˈʃtʁeːla/ⓘ) es un municipio situado en el distrito de Meißen, en el estado federado de Sajonia (Alemania), a una altitud de 95 metros. Su población a finales de 2016 era de unos 3748 habs. y su densidad poblacional, 120 hab/km².